# Lychouska skolan
Lychouska skolan var en privat skola som fanns i Stockholm mellan 1857 och 1939. 
Sophie Lychou (1812-1878), änka efter bryggare Gustav Lychou, grundade skolan 1857. Hon började med att undervisa ett par elever i sin bostad på Götgatan i Stockholm. Antalet elever ökade snabbt och undervisningen hölls på flera olika adresser på Södermalm innan den 1908 kunde inrymmas i ett eget skolhus vid nuvarande Högbergsgatan 51 (då 37).
Även pojkar togs emot för att de sedan skulle kunna gå på allmänt läroverk. Skolan erhöll år 1911 så kallad normalskolekompetens, vilket bland annat gav flickorna rätt att efteråt studera vidare vid vissa högre lärosäten och även möjlighet till en del statliga tjänster. Hösten 1912 öppnades en kindergarten (förskola).
Lychouska skolan var en av Stockholms största privata flickskolor i mitten av 1920-talet med omkring 560 elever. Lychouska skolan upphörde 1939 när den kommunaliserades till Södermalms kommunala flickskola tillsammans med privatskolorna Anna Schuldheis skola och Södermalms högre läroanstalt för flickor.